# Никола Апер
Никола̀ Апѐр (на френски: Nicolas Appert, роден на 17 ноември в 1749 г. в Шалон ан Шампан, Франция; † 1 юни 1841 г. в Маси, Франция) е френски сладкар и изобретател.
Годината му на раждане се среща също като 1750 или 1752, а смъртта му – 1840. Освен това, в по-стари източници първото му име погрешно е давано като François, Nicolas-François, Charles или Charles-Nicolas, вероятно защото François („Французинът“) се е приемало погрешно като име. Наричан е „бащата на консервирането“.
Апер, син на търговец на вино и кръчмар, се обучава за готвач, по-късно основава пивоварна и в крайна сметка работи като майстор-готвач. От 1772 до 1775 г. живее в Цвайбрюкен, Германия, след това във Форбах от 1775 до 1784 г. След смъртта на баща си през 1784 г. той открива сладкарница в Париж. Още по това време го занимава въпросът за това как да се предпазят храните от разваляне. След продължителни експерименти, идеята му се очертава като успешна. През 1796 г. той продава сладкарницата и създава експериментална работилница в Иври сюр Сен. През 1804 г. основава първата в света консервна фабрика. През 1810 г. той е удостоен от френския министър на вътрешните работи с награда за неговия метод за предпазване на храните. Наградата е била свързана с условието той да публикува метода си в книга. Тогава Апер написва „делото на живота“ си – Livre de tous les ménages, ou l'art de conserver („Книга за всички домакинства, или изкуството да се консервира“). Той допълнително развива своя метод на консервиране чрез нагряване на храната и херметичното ѝ затваряне в стъклени съдове (метод, практикуван и до днес като консервиране чрез варене), и доставя в Англия 1812 консервени кутии. През 1827 г. той предлага за пръв път и кондензирано мляко.
На него е посветена една зала в музея за изкуство и археология в Шалон ан Шампан.